# Valdegama
Valdegama ist ein spanischer Ort in der Provinz Palencia der Autonomen Gemeinschaft Kastilien und León. Der ehemals selbständige Ort gehört zu Aguilar de Campoo, er liegt zehn Kilometer südöstlich vom Hauptort der Gemeinde.

## Sehenswürdigkeiten
- Romanische Kirche Nuestra Señora, erbaut im 13. Jahrhundert